# Festival dei popoli
Le Festival dei Popoli est un festival de cinéma fondé en 1959 à Florence par un groupe de spécialistes en sciences humaines, anthropologues, sociologues, ethnologues et spécialistes des médias.
Le festival est organisé par l'association à but non lucratif Festival dei popoli impliquée dans la promotion et l'étude du film de documentation sociale. L'activité de l'association consiste principalement à organiser l'un des principaux festivals internationaux de documentaires en Italie.

## Prix
Le jury international décerne les prix suivants :
- Prix du meilleur long métrage
- Prix du meilleur moyen métrage
- Prix du meilleur court métrage
- Prix Gian Paolo Paoli pour le meilleur film ethno-anthropologique